# 廖于誠
廖于誠（1980年9月4日—），為台灣前棒球選手，司職投手，曾在中華職棒效力於兄弟象。綽號「阿鈣」，巔峰期間為隊中王牌投手，直到因涉入職棒簽賭案被開除。他採取低肩投法，在台灣為少數採取此技巧之投手。

## 生平
廖于誠出身於桃園中壢，就讀中壢國小、中壢國中、振聲高中、中華中學。
畢業於國立體育學院後，加入合作金庫棒球隊。
廖于誠與丹尼、小林亮寬共同組成兄弟象2008年球季的三大主力先發投手，2009年球季與曹錦輝共組假日曹（周六）鈣（周日）連線。2008年球季靠著優異的表現，拿下防禦率王，成為兄弟象隊史上繼陳義信、蕭任汶後再度拿下此獎項的球員。2009年雖憑藉他的優異表現，將球隊帶入總冠軍賽，但卻鎩羽而歸。
廖于誠涉入職棒簽賭案。儘管原先否認收錢並配合放水，2010年1月6日他坦承收受現金但堅持沒有配合作假，當晚即遭到兄弟象開除。在律師聲明中，他指出於2007年某日賽前，吳保賢、王勁力主動接觸他邀約放水，他並未答應或拒絕，當天比賽因狀況不佳投出較多四壞球而被換下場，王勁力以為他配合作假，給予他60萬元。他向各界道歉，表示願意繳回不法所得，並數度表達懊悔。他被板橋地檢署列為被告偵辦，最後獲得緩起訴處分。他與其他涉案球員被中華民國棒球協會宣布除名。由於廖于誠形象單純老實，其涉案消息重創母隊士氣，《中國時報》認為臺灣棒球界的學長文化、聯盟和球團無法保護球員人身安全為其涉案主因。
離開職棒後，廖于誠一度據中華職棒會長趙守博所述，與妻子經營網拍。他接著在桃園一支乙組業餘球隊兼任教練。在總教練張滄彬的邀請下，他開始在平鎮高中棒球隊擔任無給職義務教練。2011年歸功於其指導，平鎮高中進入亞洲青棒錦標賽，新明國中在世界次青少棒錦標賽贏得亞軍。

## 個人紀錄
- 2007年3月25日：於天母棒球場出戰興農牛，飆出10次三振，創下中華職棒史上下勾投手單場最高三振記錄。

- 2007年5月9日：於新竹棒球場出戰La New熊投出生涯代表作，拿下個人第一場勝投，結束連12場先發不勝的悲情。

- 2007年：入選第37屆世界盃棒球賽國手。

- 2008年3月19日：拿下第一場完投完封勝，為中華職棒第三位下勾投手投出完封勝記錄，單場11次三振也創下個人新高。

- 2008年連兩年明星賽以第一高票入選明星紅隊先發投手。

- 2009年：入選世界棒球經典賽WBC中華隊國手。

## 投球風格
同為下勾投手的陽介仁曾說：「他是我見過最好的下勾投手，如果沒有出事，他可以投得更好。」

## 職棒生涯成績
- (粗黑體字為該年度最佳或最高成績)

| 年度 | 球隊   | 出賽 | 先發 | 勝投 | 敗投 | 完投 | 完封 | 救援 | 中繼 | 奪三振 | 四死 | 投球局數 | 責失 | 防禦率 |
| ---- | ------ | ---- | ---- | ---- | ---- | ---- | ---- | ---- | ---- | ------ | ---- | -------- | ---- | ------ |
| 2005 | 兄弟象 | 1    | 0    | 0    | 0    | 0    | 0    | 0    | 0    | 5      | 0    | 3.0      | 2    | 6.00   |
| 2006 | 兄弟象 | 12   | 7    | 0    | 3    | 0    | 0    | 0    | 0    | 20     | 37   | 37.1     | 18   | 4.34   |
| 2007 | 兄弟象 | 22   | 19   | 4    | 7    | 0    | 0    | 0    | 0    | 68     | 58   | 119.1    | 44   | 3.32   |
| 2008 | 兄弟象 | 21   | 21   | 11   | 3    | 4    | 1    | 0    | 0    | 102    | 72   | 132.2    | 34   | 2.31   |
| 2009 | 兄弟象 | 22   | 22   | 11   | 6    | 3    | 0    | 0    | 0    | 64     | 83   | 130.2    | 48   | 3.31   |
| 合計 | 5年    | 78   | 69   | 26   | 19   | 7    | 1    | 0    | 0    | 259    | 250  | 423.0    | 146  | 3.11   |

## 外部連結
- 廖于誠在台灣棒球維基館上的頁面（繁體中文）
- 廖于誠在中華職棒官網
- 廖于誠在Baseball-Reference.com（小聯盟以及海外聯盟）（英语）

| 前任： 彼得    | 中華職棒防禦率王 2008年                      | 繼任： 潘威倫   |
| 前任： 徐余偉  | 中華職棒最佳進步獎 2008年                    | 繼任： 鄭達鴻   |
| 前任： 尼克N.B | 兄弟象開幕戰先發投手 2008年                  | 繼任： 小林亮寬 |
| 前任： 林恩宇  | 中華職棒明星賽明星紅隊先發投手 2007年-2009年 | 繼任： 林英傑   |